# Swiss Open 2002
Die Swiss Open 2002 im Badminton fanden vom 12. bis zum 17. März 2002 in der St. Jakobshalle Basel statt. Das Preisgeld betrug 80.000 US-Dollar. Das Turnier hatte damit einen Drei-Sterne-Status im Grand Prix.

## Sieger und Platzierte
| Disziplin    | Gold                       | Silber                               | Bronze                             |
| ------------ | -------------------------- | ------------------------------------ | ---------------------------------- |
| Herreneinzel | Marleve Mainaky            | James Chua                           | Ng Wei                             |
| Herreneinzel | Marleve Mainaky            | James Chua                           | Rony Agustinus                     |
| Dameneinzel  | Mia Audina                 | Zeng Yaqiong                         | Yao Jie                            |
| Dameneinzel  | Mia Audina                 | Zeng Yaqiong                         | Kanako Yonekura                    |
| Herrendoppel | Lee Dong-soo Yoo Yong-sung | Jens Eriksen Martin Lundgaard Hansen | Liu Kwok Wa Albertus Susanto Njoto |
| Herrendoppel | Lee Dong-soo Yoo Yong-sung | Jens Eriksen Martin Lundgaard Hansen | Bambang Suprianto Sigit Budiarto   |
| Damendoppel  | Ra Kyung-min Lee Kyung-won | Gail Emms Lotte Jonathans            | Shizuka Yamamoto Seiko Yamada      |
| Damendoppel  | Ra Kyung-min Lee Kyung-won | Gail Emms Lotte Jonathans            | Pernille Harder Mette Schjoldager  |
| Mixed        | Kim Dong-moon Ra Kyung-min | Jonas Rasmussen Jane F. Bramsen      | Chris Bruil Lotte Jonathans        |
| Mixed        | Kim Dong-moon Ra Kyung-min | Jonas Rasmussen Jane F. Bramsen      | Anthony Clark Sara Sankey          |

## Finalresultate
| Disziplin    | Sieger                     | Gegner                               | Ergebnis                |
| ------------ | -------------------------- | ------------------------------------ | ----------------------- |
| Herreneinzel | Marleve Mainaky            | James Chua                           | 2:7, 7:5, 7:3, 6:8, 7:1 |
| Dameneinzel  | Mia Audina                 | Zeng Yaqiong                         | 7:1, 7:3, 7:2           |
| Herrendoppel | Lee Dong-soo Yoo Yong-sung | Jens Eriksen Martin Lundgaard Hansen | 5:7, 7:5, 7:2, 7:5      |
| Damendoppel  | Ra Kyung-min Lee Kyung-won | Gail Emms Lotte Jonathans            | 7:1, 7:1, 7:1           |
| Mixed        | Kim Dong-moon Ra Kyung-min | Jonas Rasmussen Jane F. Bramsen      | 7:3, 7:5, 1:7, 7:4      |

## Halbfinalresultate
| Disziplin    | Sieger                               | Gegner                             | Ergebnis                |
| ------------ | ------------------------------------ | ---------------------------------- | ----------------------- |
| Herreneinzel | Marleve Mainaky                      | Ng Wei                             | 2:7, 2:7, 7:4, 7:1, 7:0 |
|              | James Chua                           | Rony Agustinus                     | 8:7, 7:8, 7:2, 7:3      |
| Dameneinzel  | Zeng Yaqiong                         | Yao Jie                            | 6:8, 7:5, 7:4, 7:4      |
|              | Mia Audina                           | Kanako Yonekura                    | 7:1, 7:5, 7:5           |
| Herrendoppel | Lee Dong-soo Yoo Yong-sung           | Bambang Suprianto Sigit Budiarto   | 7:3, 7:1, 8:6           |
|              | Jens Eriksen Martin Lundgaard Hansen | Liu Kwok Wa Albertus Susanto Njoto | 5:7, 7:4, 8:7, 7:4      |
| Damendoppel  | Ra Kyung-min Lee Kyung-won           | Pernille Harder Mette Schjoldager  | 7:2, 7:2, 7:2           |
|              | Gail Emms Lotte Jonathans            | Shizuka Yamamoto Seiko Yamada      | 7:5, 7:1, 7:0           |
| Mixed        | Kim Dong-moon Ra Kyung-min           | Anthony Clark Sara Sankey          | 7:1, 7:2, 7:0           |
|              | Jonas Rasmussen Jane F. Bramsen      | Chris Bruil Lotte Jonathans        | 7:3, 7:2, 3:7, 7:4      |

## Viertelfinalresultate
| Disziplin    | Sieger                               | Gegner                         | Ergebnis                |
| ------------ | ------------------------------------ | ------------------------------ | ----------------------- |
| Herreneinzel | Marleve Mainaky                      | Anders Boesen                  | w.o.                    |
|              | Ng Wei                               | Dicky Palyama                  | 3:7, 7:3, 7:0, 7:2      |
|              | James Chua                           | Sairul Amar Ayob               | 7:3, 7:3, 7:1           |
|              | Rony Agustinus                       | Kasper Ødum                    | 7:2, 5:7, 7:1, 7:4      |
| Dameneinzel  | Zeng Yaqiong                         | Xu Huaiwen                     | 7:5, 5:7, 3:7, 7:1, 7:3 |
|              | Yao Jie                              | Lee Kyung-won                  | 7:0, 3:7, 7:0, 3:7, 7:4 |
|              | Mia Audina                           | Kim Kyeung-ran                 | 3:7, 7:0, 7:1, 7:5      |
|              | Kanako Yonekura                      | Ling Wan Ting                  | 7:3, 7:3, 5:7, 7:1      |
| Herrendoppel | Lee Dong-soo Yoo Yong-sung           | Michael Søgaard Michael Lamp   | 5:7, 7:5, 7:4, 7:5      |
|              | Bambang Suprianto Sigit Budiarto     | Michał Łogosz Robert Mateusiak | 7:0, 7:3, 7:3           |
|              | Jens Eriksen Martin Lundgaard Hansen | Choong Tan Fook Lee Wan Wah    | 7:5, 7:5, 7:1           |
|              | Liu Kwok Wa Albertus Susanto Njoto   | Mathias Boe Peter Steffensen   | 2:7, 5:7, 7:5, 7:1, 7:3 |
| Damendoppel  | Ra Kyung-min Lee Kyung-won           | Rikke Olsen Majken Vange       | 7:1, 7:1, 7:4           |
|              | Pernille Harder Mette Schjoldager    | Chikako Nakayama Mika Anjo     | 7:2, 7:3, 7:4           |
|              | Gail Emms Lotte Jonathans            | Nicole Grether Nicol Pitro     | 3:7, 7:3, 7:5, 8:6      |
|              | Shizuka Yamamoto Seiko Yamada        | Joanne Goode Joanne Wright     | 4:7, 7:5, 7:5, 2:7, 7:5 |
| Mixed        | Kim Dong-moon Ra Kyung-min           | Michael Søgaard Rikke Olsen    | 7:1, 7:2, 7:5           |
|              | Anthony Clark Sara Sankey            | Björn Siegemund Nicol Pitro    | 7:3, 7:0, 1:7, 2:7, 7:3 |
|              | Jonas Rasmussen Jane F. Bramsen      | Jens Eriksen Mette Schjoldager | 7:2, 5:7, 3:7, 7:4, 7:1 |
|              | Chris Bruil Lotte Jonathans          | Lee Jae-jin Hwang Yu-mi        | 8:6, 7:3, 2:7, 4:7, 7:2 |